# 乌皮茶
乌皮茶（学名：Pyrenaria shinkoensis）为茶科核果茶属下的一个种。